# 모리타 고
모리타 고(일본어: 森田 剛, 1979년 2월 20일 ~ )는 일본의 가수, 배우이며, 남성 아이돌 그룹 V6의 멤버이다.
사이타마현 출신.

## 참가 유닛
- J-Eleven
- V6
- Coming Century
- J-FRIENDS
- MiMyCEN (2001년)
- GO모리타&미니카레 (2001년)
- 트리오 더 샤킨 (2007년)

## 내력
- 1995년 11월 1일, V6의 멤버로서 〈MUSIC FOR THE PEOPLE〉로 CD 데뷔 (당시 16세).
- 1998년 8월, 《24시간 TV 〈사랑은 지구를 구한다〉》에서의 100킬로 마라톤을 완주했다.
- 2003년 개봉한 영화 《COSMIC RESCUE》에서는 Coming Century로서 처음으로 영화 주연을 맡는다.
- 2005년에 극단☆신칸센의 무대 《아라진~Arajinn~》로 무대 첫 주연을 맡는다.
- 2008년 10월 25일 ~ 11월 9일에, 첫 솔로 콘서트 《GO MORITA LIVE 2008 PAINT IT BLACK》을 도쿄도·오다이바에서 공연.
- 2010년, 니나가와 유키오 연출의 무대 《피는 선채로 잠들어 있다》의 주연을 맡는다.
- 2010년 2월 개봉의 다자이 오사무 원작의 영화 《인간 실격》에 나카하라 츄야 역으로서 출연.
- 2011년 1월, 카나가와 예술 극장의 코케라오토시 공연으로서 미시마 유키오 원작의 무대 《금각사》의 주연을 맡는다.

## 출연

### 버라이어티 프로그램
학교에 가자
Vvv6
쿠마쿠스
미션v6
- 어메이지 팡! (2014년 4월 ~ , TBS 계열)

### 텔레비전 드라마
- 반숙란 (1994년, 후지 TV) - 나카이 쥰 역
- 런치의 여왕 2002년 슈지 역
- 식탐정(쿠이탕) 2005년 료스케
- 식탐정 sp 홍콩 2006년 료스케
- 식탐정2 2006년 료스케
- 타이라노 키요모리 (2012년, NHK) - 타이라노 토키타다 역
- 리스크 2015

### 영화
- COSMIC RESCUE (2003년) - 난죠 슌 역

하드 럭 히어로
인간실격
낮비 (2016년) - 모리타 역
등